# Keith Notary
Keith Ireland Notary (* 22. Januar 1960 in Merritt Island) ist ein ehemaliger US-amerikanischer Segler.

## Erfolge
Keith Notary nahm mit Randy Smyth in der Bootsklasse Tornado an den Olympischen Spielen 1992 in Barcelona teil. Mit 42 Punkten wurden sie hinter den Franzosen und vor den Australiern Zweite, womit sie die Silbermedaille gewannen.
Notary war später als Bootdesigner aktiv.